# Mühle von Burg Bergerhausen
Die Mühle von Burg Bergerhausen war eine Wassermühle bei Bergerhausen, einem Teilort des Stadtteiles Blatzheim der Stadt Kerpen im Rhein-Erft-Kreis in Nordrhein-Westfalen.
Die Mahlmühle wurde durch das Wasser des Neffelbaches bei der Burg Bergerhausen gespeist.
Im Jahre 1768 brannte die Mühle ab und wurde wieder aufgebaut. 1808 wurde ein Johann Gürzenich als Pächter genannt. Die dann als Burgmühle bezeichnete Mühle war 1837 von Ferdinand Gürzenich gepachtet.
Die Mühle hatte zwei Mahl- und einen Graupengang mit einem oberschlächtigen Wasserrad. Die Mühle war 1950 noch in Betrieb.